# Port Elizabeth Challenger
Il Port Elizabeth Challenger è stato un torneo professionistico di tennis giocato su campi in cemento. Faceva parte dell'ATP Challenger Series. L'unica edizione si è disputata a Port Elizabeth in Sudafrica.

## Albo d'oro

### Singolare
| Anno | Campione          | Finalista      | Punteggio |
| ---- | ----------------- | -------------- | --------- |
| 1987 | Michael Robertson | Denys Maasdorp | 6–4, 6–2  |

### Doppio
| Anno | Campioni                 | Finalisti                | Punteggio     |
| ---- | ------------------------ | ------------------------ | ------------- |
| 1987 | Neil Broad Stefan Kruger | Craig Boynton Tom Mercer | 4–6, 6–4, 6–2 |